# Tanxi (köpinghuvudort i Kina, Zhejiang Sheng, lat 29,63, long 119,94)
Tanxi (kinesiska: 檀溪镇) är en köpinghuvudort i Kina. Den ligger i provinsen Zhejiang, i den östra delen av landet, omkring 72 kilometer söder om provinshuvudstaden Hangzhou. Antalet invånare är 10 279. Befolkningen består av 4 970 kvinnor och 5 309 män. Barn under 15 år utgör 13,0 %, vuxna 15-64 år 71 %, och äldre över 65 år 15,0 %.
Runt Tanxi är det tätbefolkat, med 411 invånare per kvadratkilometer. Närmaste större samhälle är Puyang, 19,7 km söder om Tanxi. I omgivningarna runt Tanxi växer i huvudsak blandskog.
Genomsnittlig årsnederbörd är 2 207 millimeter. Den regnigaste månaden är juni, med i genomsnitt 474 mm nederbörd, och den torraste är januari, med 82 mm nederbörd.